# Юли Минчев
Юли Минчев (1923 – 2006 г.) e български художник. Един от най-изявените графици в историята на съвременното българско изобразително изкуство.

## Биография и творчество
Минчев завършва Военното училище в София през 1944 г. Участва във втората фаза на Втората световна война и е награден с Кръст за храброст и множество други военни отличия.
През 1952 завършва графика при проф. Веселин Стайков и илюстрация при проф. Илия Бешков. Познат е като илюстратор на безброй книги за деца и юноши, съвместно с Калина Тасева; оформител на списание „Антени“, главен художник на издателство „Отечество“.
Международни награди: Международни биенале на графиката – Варна; Международно биенале на графиката – Банска Бистрица, Словакия; носител на Голямата награда за графика на СБХ „Веселин Стайков“ – 1975.